# Junjirō Noguchi
Junjirō Noguchi (野口 潤次郎, Noguchi Junjirō; 1948) é um matemático japonês.
Obteve em 1978 um doutorado na wurde Noguchi an der Universidade de Hiroshima. Foi até aposentar-se professor da Universidade de Tóquio.
Em 1980/1981 esteve no Instituto de Estudos Avançados de Princeton.

## Obras
- com Takushiro Ochiai: Geometric function theory in several complex variables, AMS 1990
- Introduction to Complex Analysis, AMS 1998
- com Jörg Winkelmann: Nevanlinna theory in several complex variables and diophantine approximation, Grundlehren der mathematischen Wissenschaften 350, Springer  2014
- Analytic Function Theory of Several Variables-Elements of Oka's Coherence, Springer 2016
- Kobayashi hyperbolicity and Lang's conjecture, in: T. Ochiai, Noguchi u.a., Geometry and Analysis on Manifolds, In Memory of Prof. Shoshichi Kobayashi, Progress in Mathematics, Band 308, Birkhäuser 2015, S. 143–151